# Sophie Jagellon
Pour l’article homonyme, voir Sophie Jagellon (1522-1575).
Sophie de Pologne (polonais : Zofia Jagiellonka, née le 6 mai 1464 – 5 octobre 1512) est une princesse polonaise et lituanienne, devenue margravine de Brandebourg-Ansbach et de Brandebourg-Kulmbach par mariage avec Frédéric II de Brandebourg-Ansbach.

## Origines dynastiques
Sophie est une fille du grand-duc de Lituanie et roi de Pologne Casimir IV Jagellon et d’Élisabeth de Habsbourg (1436-1505). Ses grands-parents sont, du côté paternel, le grand-duc de Lituanie et roi de Pologne Ladislas II Jagellon et sa quatrième épouse Sophie de Holszany et, du côté maternel, le roi des Romains Albert II et Élisabeth de Luxembourg.
La princesse est baptisée « Sophie » par l’évêque de Cracovie Jean Gruszczynski, en honneur à sa grand-mère paternelle. Elle était la sixième de treize enfants. Parmi ses frères et sœurs, on compte notamment Vladislas IV, la duchesse de Bavière-Landshut Edwige Jagellon, Saint Casimir, Jean-Albert Ier de Pologne, Alexandre Ier Jagellon, Sigismond Ier, Anne Jagellon et la duchesse consort de Saxe Barbara Jagellon.

## Fiançailles
En 1468, Sophie fut fiancée à Maximilien de Habsbourg, fils de l’empereur Frédéric III. La même année, Matthias Corvin la demandait en mariage, mais il jeta bientôt son dévolu sur la sœur aînée de Sophie, Edwige. Sophie et ses sœurs comptaient parmi les plus beaux partis d'Europe car par leur mère Élisabeth elles pouvaient chacune prétendre un jour aux trônes d’Autriche et de Luxembourg.
Les projets de mariage de Sophie avec Matthias échouèrent après que son père eut noué une alliance avec le principal ennemi de Matthias, Georges de Poděbrady ; et le projet de mariage avec le prince Maximilien de Habsbourg tourna court lui aussi, pour d'autres raisons.

## Mariage
On ignore au juste à quel moment l'idée d'un mariage entre Sophie et Frédéric II de Brandebourg-Ansbach se fit jour ; on présume que cela advint à l'été 1470, lorsque les députés polonais visitèrent le Brandebourg. Le principe d'un contrat fut finalement arrêté le 7 décembre 1473 à Cadolzburg. Cette union résultait des projets politiques du père de Sophie, Casimir, en quête d'alliés auprès des grands d'Allemagne, car il s'inquiétait de l'influence de l'empereur Frédéric III et le père de Frédéric, l’électeur Albert III Achille de Brandebourg, étaient de leur côté inquiets de la puissance croissante de l'ex-fiancé de Sophie, Matthias Corvin, qui menaçait à présent les terres méridionales du margrave de Brandebourg.
Il avait fallu près de deux années pour négocier les termes du mariage. Finalement, en octobre 1475, le mariage contrat fut signé à Poznań, où le mariage devait être célébré ; mais Albert préféra Francfort. La famille de Sophie versa à la famille de Frédéric une dot de 32 000 florins.
Le 13 janvier 1479, Sophia accompagnée de sa famille, quittait la Pologne pour la ville de Francfort. Le mariage fut célébré le 14 février 1479. Selon le chroniqueur polonais Jan Długosz, ce fut une cérémonie rien moins qu'extravagante, et même les courtisans ne furent pas invités au banquet. Il ajoute d'ailleurs que les sénateurs, chevaliers et clercs qui avaient fait le voyage de Francfort repartirent, contre l'usage, les mains vides. C'est que le versement de la dot de Sophie était problématique : selon le contrat, Casimir IV devait payer d'emblée une traite de 6 000 florins au 25 décembre. Incapable de le faire, le roi de Pologne demanda un moratoire, qu'Albert lui accorda.

## Sophie margravine
Le 11 mars 1486, Albrecht, beau-père de Sophie, mourait. Ainsi son époux Frédéric hérita du titre de margrave de Brandebourg et Sophie devint Margravine. La même année, le couple obtint de l’empereur Frédéric III la principauté d'Ansbach.
Dans l'intervalle, le versement de la dot demeurait sporadique. En 1489, le frère aîné de Sophie, Vladislas IV promit à Frédéric qu'il acquitterait le solde dû par son père. En 1493, Frédéric dépêcha des émissaires vers la Pologne pour payer la dot. Le 30 septembre 1495, Sophie écrivit personnellement à son frère pour réclamer l'argent. La dot ne sera complètement soldée qu'à la génération suivante.
Pour renforcer les liens de famille, Barbara, la sœur de Sophie, épousa l'un des cousins de Frédéric, Georges de Saxe.
On sait par une lettre de sa belle-mère, Anne de Saxe, qu'en 1505, Sophie tomba gravement malade peu avant la mort de sa mère.
Elle mourut elle-même le 5 octobre 1512 à Ansbach, et fut inhumée dans le monastère de Heilsbronn. Son mari organisa pour l'occasion une fastueuse veillée funèbre : on y but 1 500 coupes de vin, on y dévora deux bœufs et 600 poissons au cours de la nuit.

## Enfants
Sophie et Frédéric eurent dix-sept enfants :
1. le margrave de Bayreuth Casimir de Brandebourg-Kulmbach (27 septembre 1481, Ansbach–21 septembre 1527, Buda).
2. Marguerite (10 janvier 1483, Ansbach–10 juillet 1532).
3. Georges de Brandebourg-Ansbach (4 mars 1484, Ansbach–27 décembre 1534, Ansbach).
4. Sophie de Brandebourg-Ansbach-Kulmbach (10 mars 1485, Ansbach–24 mai 1537, Liegnitz), épousa le 14 novembre 1518 le duc Frédéric II de Liegnitz.
5. Anna (5 mai 1487, Ansbach–7 février 1539), épousa le 1er décembre 1518 to duc Venceslas II de Stettin.
6. Barbara, décédée prématurément.
7. Albert de Brandebourg-Ansbach (17 mai 1490, Ansbach–20 March 1568, Castle Tapiau), Grand Maître de l’Ordre Teutonique puis premier duc de Prusse.
8. Frédéric (13 juin 1491, Ansbach–ca. 1497).
9. Élisabeth, décédée prématurément.
10. Jean, vice-roi de Valence (9 janvier 1493, Plassenburg–5 juillet 1525, Valence).
11. Élisabeth (25 mars 1494, Ansbach–31 mai 1518, Pforzheim), épousa le margrave Ernest de Bade-Durlach à Pforzheim le 29 septembre 1510.
12. Barbara (24 septembre 1495, Ansbach–23 septembre 1552), qui épousa le Landgrave Georges III de Leuchtenberg à Plassenburg le 26 juillet 1528.
13. Frédéric (17 janvier 1497, Ansbach–20 août 1536, Gênes), chanoine de Wurtzbourg et de Salzbourg.
14. Guillaume de Brandebourg-Ansbach, (30 juin 1498, Ansbach–4 février 1563, Riga), archevêque de Riga en 1539-63.
15. Jean Albrecht (20 septembre 1499, Ansach–17 mai 1550, Halle), Archevêque de Magdebourg en 1545-50.
16. Frédéric-Albert, décédé prématurément.
17. Gumprecht (16 juillet 1503, Ansbach–25 juin 1528, Naples), chanoine de Bamberg.